# 奥德里亚主义民族联盟
奥德里亚主义民族联盟（Unión Nacional Odriista）是秘鲁20世纪60年代成立的，支持秘鲁前总统曼努埃尔·奥德里亚的一个政党。该政党在1968年胡安·贝拉斯科将军发动政变上台后逐渐淡出秘鲁政治，并在1989年到1990年短暂重新出现。

## 崛起
奥德里亚主义民族联盟被广泛认为和曼努埃尔·奥德里亚军政府有关。奥德里亚政府利用高额的公共债务和朝鲜战争带来的原材料市场红利给秘鲁带来了大量的公共设施工程。在奥德里亚政府下台后，曼努埃尔·普拉多·乌加特切政府需要应对公债的问题，造成了秘鲁的发展放缓。其结果是在秘鲁民众间创造了一个神话，他们认为奥德里亚的统治与普拉多的统治相比更加繁荣，奥德里亚的声望也在下台后逐步提高。因此，奥德里亚返回政坛并在1961年成立了奥德里亚主义民族联盟，该党很快成为该国第三大党，仅次于美洲人民革命联盟和人民行动党。
虽然奥德里亚主义民族联盟以曼努埃尔·奥德里亚本人为核心，他们依然拥有完备的政治结构。胡里奥·德拉皮埃德拉担任奥德里亚主义民族联盟的主席和在议会的领导人物。

## 支持
奥德里亚主义民族联盟在选举中得到的支持主要来自于三个来源：
- 贫民窟居民，尤其是利马的穷人。1962年秘鲁总统大选（西班牙语：Elecciones generales de Perú de 1962）中奥德里亚在利马领先民意调查。是在利马的传统左翼区奥德里亚也获得了大量选票，比如拉维多利亚区。
- 除皮乌拉大区、塔克纳大区和卡亚俄外，奥德里亚主义民族联盟在全国各地区普遍排名第三，因为这些地区是奥德里亚政府期间投资计划（尤其是灌溉计划）的主要受益者，因此他们的支持仍然存在。
- 秘鲁复兴党（1948年奥德里亚创立的政党）的支持者。

该党在秘鲁政治光谱上属于极右翼，特别是因为他允诺给天主教会特殊地位。但是在发展和社会正义等议题方面和大多数其他政党保持类似。曼努埃尔·奥德里亚声称该党派的立场为“右翼社会主义”

## 淡出和回归
在1968年胡安·贝拉斯科·阿尔瓦拉多发动政变后，该党逐渐淡出秘鲁政坛。同年胡里奥·德拉皮埃德拉脱离奥德里亚主义民族联盟并成立了民族主义社会民主党。
奥德里亚主义民族联盟在1989年短暂回归，安杰洛·罗维尼奥被该党推出参加1989年利马市长选举。1990年秘鲁总统大选中，多拉·纳雷亚·瓦尔迪维亚代表该党参选秘鲁总统，她最终获得了0.3%的选票。她也是秘鲁第一位女性总统候选人。